# Jachen
La Jachen est une rivière allemande d'une longueur de 85 km qui coule dans le land de la Bavière. Elle est un affluent de l'Isar.

## Source de la traduction
- (de) Cet article est partiellement ou en totalité issu de l’article de Wikipédia en allemand intitulé « Jachen » (voir la liste des auteurs).